# 城厢街道 (绵阳市)
城厢街道，是中华人民共和国四川省绵阳市涪城区下辖的一个乡镇级行政单位。

## 行政区划
城厢街道下辖以下地区：
顺河街社区、北街社区、警钟街社区、涪城路社区、红星街社区、南河路社区、体运村路社区、解放街社区、钟鼓楼社区和滨江社区。